# Вест Модесто (Калифорнија)
Вест Модесто (енгл. West Modesto) насељено је место без административног статуса у америчкој савезној држави Калифорнија.

## Демографија
По попису из 2010. године број становника је 5.682, што је 414 (-6,8%) становника мање него 2000. године.
| Група             | 2000.         | 2010.         |
| Белци             | 2.366 (38,8%) | 1.613 (28,4%) |
| Афроамериканци    | 203 (3,3%)    | 136 (2,4%)    |
| Азијати           | 187 (3,1%)    | 263 (4,6%)    |
| Хиспаноамериканци | 3.126 (51,3%) | 3.526 (62,1%) |
| Укупно            | 6.096         | 5.682         |